# Aprostocetus celtidis
Aprostocetus celtidis är en stekelart som först beskrevs av Erdös 1954.  Aprostocetus celtidis ingår i släktet Aprostocetus, och familjen finglanssteklar. Arten är reproducerande i Sverige.